# Koror (Palau)
Koror (auch Eoueldaob) ist ein administrativer „Staat“ (eine Verwaltungseinheit) der pazifischen Inselrepublik Palau. Er liegt südwestlich des Staats Airai auf Babeldaob und nordöstlich des Staats Peleliu.
Zum Gebiet des 58 km² großen Staats Koror zählen neben der gleichnamigen Insel Koror zahlreiche Inseln und Inselgruppen, von denen allerdings nur wenige, wie beispielsweise Arakabesan (Ngerkebesang) und Malakal (Ngemelachel), bewohnt sind. Die Provinzhauptstadt Koror, frühere Hauptstadt von Palau, liegt im Nordwesten der Koror-Insel.
Im Jahr 2020 lebten im gesamten Verwaltungsgebiet 11.199 Menschen, der überwiegende Teil davon auf der Insel Koror.
Der Staat Koror ist in 12 „hamlets“ (Dörfer) unterteilt, in mehr als jeder andere Staat in Palau. Zehn davon liegen auf der Insel Koror, die beiden übrigen auf Arakabesan.
Auf der Insel Koror befinden sich die Orte:
- Madalaii (Medalaii) (2284 Einwohner); zum Ort gehört auch die Insel Malakal
- Ngerbeched (1404 Einwohner)
- Ngerchemai (1376 Einwohner)
- Ngermid (1045 Einwohner)
- Iyebukel (Iebukel) (640 Einwohner)
- Ngerkesowaol (Ngerkesoaol) (639 Einwohner)
- Meketii (637 Einwohner)
- Idid (537 Einwohner)
- Ikelau (511 Einwohner)
- Dngeronger (491 Einwohner)

Auf der Insel Arakabesan befinden sich die Orte:
- Meyuns (938 Einwohner)
- Ngerkebesang (693 Einwohner)

Zum Staat Koror gehören auch die Rock Islands, eine Ansammlung von mehr als 400 nahezu unbewohnten (insgesamt 4 Einwohner) Inseln in der Lagune zwischen den Inseln Koror und Peleliu.
Koror wird von erblichen Häuptlingen geführt. Von 1972 bis 2021 leitete Ibedul Gibbons, der 1983 für seinen Kampf gegen die Lagerung von Atomwaffen auf palauischem Territorium mit dem Right Livelihood Award ausgezeichnet wurde, den Staat.